# Llei Bosman
Es coneix popularment com a Llei Bosman una sentència del Tribunal de Justícia de les Comunitats Europees de l'any 1995. La sentència ha adoptat el nom d'un dels demandants, el futbolista belga Jean-Marc Bosman i permet els jugadors de futbol de la Unió Europea canviar de club en finalitzar el seu contracte sense haver de pagar cap compensació econòmica per aquest fet.
El cas va començar l'any 1990, en el qual Jean-Marc Bosman esgotà el seu contracte professional amb el RFC Liège de la Primera divisió belga. En arribar aquest a un acord amb la Unión Sportive Dunkerque per la seva contractació, el seu antic equip li exigí una indemnització que el Dunkerque es negà a pagar, motiu pel qual el club no autoritzà la cessió. Per aquest motiu, Bosman denuncià al club, a la Federació Belga de Futbol i a la UEFA.
L'any 1995 el Tribunal de Justícia de les Comunitats Europees sentencià que un club no tenia dret a percebre cap mena d'indemnització si un dels seus jugadors l'abandonava, un cop acabat el seu contracte, per fitxar per un equip de la Unió Europea. Fins i tot es permet que un club i un jugador firmin un preacord contractual si el lligam del jugador amb el seu club actual finalitza en un període menor a 6 mesos.
Més generalment, la sentència considerava també il·legal que les lligues nacionals imposessin cap mena de restricció als seus clubs pel que fa al fitxatge de jugadors de la Unió Europea, evitant així la discriminació d'aquests respecte als jugadors nacionals. Aquesta disposició va tenir molt d'impacte en el futbol europeu de primer nivell, ja que anteriorment a 1995, la majoria de lligues nacionals i totes les competicions europees, imposaven restriccions pel que fa al nombre de jugadors no nacionals que podien jugar al mateix temps en un determinat equip.
Com a resultat de l'aplicació de la Llei Bosman, la majoria de clubs europeus de primer nivell d'avui en dia, estan formats per jugadors de moltes nacionalitats diferents, ja que no existeix limitació pel que fa al nombre de jugadors de la Unió Europea que aquests poden fitxar.